# Ніколаєвка (Глоденський район)
Ніколаєвка (рум. Nicolaevca) — село у Глоденському районі Молдови. Входить до складу комуни, адміністративним центром якої є село Дану.
Переважна більшість населення - українці.

## Населення
За даними перепису населення 2004 року у селі проживали 336 осіб.
Національний склад населення села:
| Національність       | Кількість осіб | Відсоток |
| -------------------- | -------------- | -------- |
| українці             | 307            | 91,4%    |
| росіяни              | 16             | 4,8%     |
| молдавани            | 12             | 3,6%     |
| інша / без відповіді | 1              | 0,3%     |
| Всього               | 336            | 100%     |